# Yelicones cardaleae
Yelicones cardaleae är en stekelart som beskrevs av Quicke, Austin och Chishti 1998. Yelicones cardaleae ingår i släktet Yelicones och familjen bracksteklar. Inga underarter finns listade i Catalogue of Life.